# Ship Arriving Too Late
Ship Arriving Too Late to Save a Drowning Witch album je Frank Zappe koji je izašao u svibnju 1982.g., a isti je ponovo digitaliziran godine 1991. Na njemu se nalazi pet pjesama koje je komponirao Zappa a pjesmu "Valley Girl" napisala je njegova kći Moon Unit Zappa iz razloga kako kaže da bi se mogla družiti s ocem. Naime kod Zappe je glasilo pravilo ,"ako kuća gori, ugasi vatru sama, ali ni za živu glavu ne ometaj tatu u studiju".
Skladba "Drowning Witch" jedna je od najsloženijih instrumentala koje je Zappa ikad napisao.

## Popis pjesama
1. "No, Not Now" - 5:50
2. "Valley Girl" - 4:49
3. "I Come from Nowhere"- 6:13
4. "Drowning Witch" - 12:03
5. "Envelopes" - 2:46
6. "Teen-Age Prostitute" - 2:43

## Izvođači
- Frank Zappa – Prva gitara, Vokal
- Steve Vai – Gitara (u skladbi "Impossible guitar parts")
- Ray White – Ritam gitara, Vokal
- Tommy Mars – Klavijature
- Bobby Martin – Klavijature, Saksofon, Vokal
- Ed Mann – Udaraljke
- Scott Thunes – Bas gitara u skladbi "Drowning Witch", "Envelopes", "Teen-age Prostitute", i "Valley Girl"
- Arthur Barrow – Bas gitara u skladbi "No Not Now" i "I Come From Nowhere"
- Patrick O'Hearn – Bas gitara i gitarski solo u skladbi "I Come From Nowhere"
- Chad Wackerman – Bubnjevi
- Roy Estrada – Vokal
- Ike Willis – Vokal
- Bob Harris – Vokal
- Lisa Popeil – Vokal
- Moon Unit Zappa – Vokal u skladbi "Valley Girl"

## Vanjske poveznice
- Informacije o izlasku albuma